# Caloboletus
Genre
Caloboletus est un genre de champignons de la famille des Boletaceae.

## Description
Les basidiomes sont stipités-pilés avec hyménophore tubulaire. Le pileus est généralement pâle, blanchâtre à gris fumée, argileux, souvent avec des teintes ochracées/olivacées, rarement avec des teintes rouges, s'assombrissant graduellement, ne devenant pas bleu lorsqu'il est meurtri. Les tubes et pores sont d'abord jaune citron à jaune soufre (mais les pores sont orange à rouge chez Caloboletus firmus), puis olivacés, bleus en cas de blessure. Le stipe est central, jaune pâle à jaune, avec ou sans reflets rouges, généralement réticulé, le réticulum étant parfois réduit ou même absent. Le contexte est blanchâtre à jaune citron pâle, parfois teinté de rouge à la base du stipe, virant progressivement au bleu lorsqu'il est coupé. Ces champignons ont un goût amer (présence de cyclocalopines), s'atténuant avec l'âge. Les spores sont boletoïdes, lisses. Le trama hyménophoral bilatéral est divergent du sous-type Boletus. Les connexions de pinces sont absentes.

## Systématique
Ce genre a été décrit en 2014 par le mycologue italien Alfredo Vizzini (d). L'espèce holotype est Boletus calopus Pers., 1801, renommée Caloboletus calopus (Pers.) Vizzini, 2014.
Le genre correspond assez bien à la section Calopodes Fr. emend. Lannoy & Estadès du genre Boletus L. La séparation en un nouveau genre est justifiée par des analyses phylogénétiques.
Le nom caloboletus (le mot grec calos signifie « beau, agréable ») fait référence aux belles teintes rouges du stipe typiques de nombreuses espèces du genre.

## Liste des espèces
Selon MycoBank (18 novembre 2023) :
- Caloboletus calopus (Pers.) Vizzini, 2014
- Caloboletus ereticulatus (Estadès & Lannoy) Chapon & P. Roux, 2019
- Caloboletus frustosus (Snell & E.A. Dick) D. Arora & J.L. Frank, 2014
- Caloboletus guanyui N.K. Zeng, H. Chai & S. Jiang, 2019
- Caloboletus kluzakii (Šutara & Špinar) Vizzini, 2014
- Caloboletus marshii D. Arora, C.F. Schwarz & J.L. Frank, 2014
- Caloboletus panniformis (Taneyama & Har. Takah.) Vizzini, 2014
- Caloboletus polygonius (A.E. Hills & Vassiliades) Vizzini, 2014
- Caloboletus radicans (Pers.) Vizzini, 2014
- Caloboletus roseo-olivaceus (J. Blum) Schwab, 2019

## Publication originale
- (en) A. Vizzini, « Nomenclatural novelties », Index Fungorum, no 146,‎ 2014, p. 1-2 (ISSN 2049-2375, lire en ligne  [PDF], consulté le 18 novembre 2023)